# Буонамичи, Джузеппе
Джузеппе Буонамичи (итал. Giuseppe Buonamici; 19 февраля 1846, Флоренция — 18 марта 1914, Флоренция) — итальянский пианист и музыкальный педагог.

## Биография
Учился сперва во Флоренции у своего дяди Джузеппе Чеккерини и у Джесси Лоссо. Брал также уроки у Франца Листа. Затем учился в Мюнхенской консерватории (1868—1870) у Ганса фон Бюлова (фортепиано) и Йозефа Райнбергера (контрапункт). 
На протяжении трёх лет преподавал там же. В мюнхенский период пробовал себя в композиции. 
В 1873 году вернулся во Флоренцию. На протяжении ряда лет выступал в составе флорентийского трио со скрипачом Луиджи Киостри и виолончелистом Джефте Сбольчи. 
Как пианист был наиболее известен интерпретациями Бетховена. Подготовил издание его сонат и опубликовал несколько работ о трудностях их исполнения. 
Исполнял также произведения русских классиков: Н. А. Римского-Корсакова и А. П. Бородина. Гастролировал в Германии и Великобритании. Редактировал издания клавирных сочинений Баха, Генделя, Шуберта, а также основных собраний этюдов Карла Черни. 
Руководил флорентийским хором «Общество Керубини» (итал. Società Cherubini). 
С 1893 года — профессор Флорентийского музыкального института. Среди его учеников, в частности, Энрике Освальд, посвятивший наставнику свой фортепианный концерт, и Паоло Рио-Нарди.
Отец Карло Буонамичи.